# Diphaca coerulea
Diphaca coerulea là một loài thực vật có hoa trong họ Đậu. Loài này được (Balf. f.) Taub. mô tả khoa học đầu tiên năm 1894.